# Керченский городской совет
Ке́рченский городско́й сове́т (укр. Керченська міська рада, крымскотат. Keriç şeer şurası, Керич шеэр шурасы) — орган местного самоуправления одноимённой территориальной общины Керченского района Автономной Республики Крым Украины, до 2023 года также являлся подчинённой совету территорией города республиканского значения Керчь Автономной Республики Крым (согласно позиции Украины; до 1991 года — в составе Крымской области, до 1945 года — в составе Крымской АССР). Орган местного самоуправления муниципального образования — городского округа Керчь Республики Крым Российской Федерации (согласно позиции России, фактически контролирующей Крым).
Административный центр (месторасположение одноимённого органа власти — горсовета) — город Керчь.
Территория занимает узкую полосу вдоль Керченского пролива на крайнем востоке полуострова. 
В составе Керченского горсовета — лишь один населённый пункт — сам город Керчь (как и в состав горсоветов Джанкоя, Красноперекопска, Сак), однако территория региона не ограничивается лишь городскими кварталами (в отличие, например, от Джанкойского горсовета), а включает пригородные дачные участки, незастроенные территории, которые отделяют отдалённые районы Аршинцево (Камыш-Бурун) и Героевское (Эльтиген) от основной части города. Также включает в себя Чурбашское озеро и остров Тузлу.
С 2014 года на месте горсовета находится городской округ Керчь Республики Крым России.
17 июля 2020 года парламент Украины, не признающий аннексию Крыма Россией, принял постановление о новой сети районов в стране, которым предполагается объединить Керченский горсовет и Ленинский район (Едикуйский) в Керченский район, однако данное изменение не вступало в силу до «возвращения Крыма под общую юрисдикцию Украины». 9 сентября 2023 года, несмотря на отсутствие контроля над полуостровом, вступили в силу поправки, которые ввели в действие данное постановление в отношении Крыма.